# Nås socken
Nås socken ligger i Dalarna, ingår sedan 1971 i Vansbro kommun och motsvarar från 2016 Nås distrikt.
Socknens areal är 529,80 kvadratkilometer, varav 488,10 land. År 2020 fanns här 891 invånare. Tätorten och kyrkbyn Nås med sockenkyrkan Nås kyrka ligger i socknen.  

## Historia

### Socknen fram till 1500-talet
Några boplatser lösfynd från stenåldern och gravar från fångstkulturen är funna. Från den tidiga järnåldern finns talrika slaggförekomster från enkla ugnar.
Den tidiga medeltiden visar tecken på en ganska omfattande verksamhet i socknen, bland annat det faktum att en stenkyrka byggdes här under tidigt 1200-tal, förmodligen sent 1100-tal. Den äldsta kyrkan ska, enligt den muntliga traditionen, ha föregåtts av ett eller flera enkla träkapell eller gårdskapell, i sin tur föregångna av en hednahelgedom, förlagd till Asphagen eller Torsänget i närheten av den nuvarande kyrkans plats. Traditionen vet berätta att Nås kyrka var en av tre ursprungliga i hela Dalarna, de övriga var Ål och Torsång, och att härifrån ska mission ha utgått till hela övriga Västerdalarna och Västerbergslagen utförd av munkar bosatta i Nås[källa behövs].

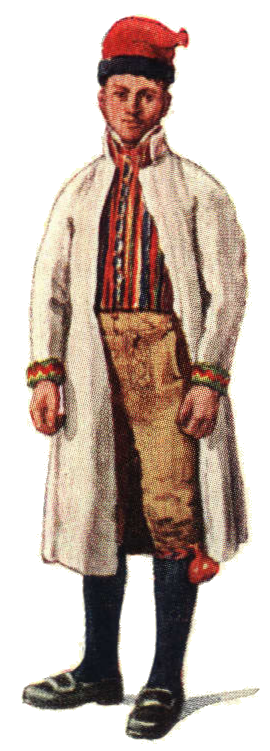
Nåsdräkten

### Socknen från mitten av 1500-talet till nutid
Nås socken omfattade i mitten av 1500-talet stora områden av ödemarkskaraktär, där det också fanns skogssamer (vilka fanns kvar utövande sin ursprungliga näring fram till 1870-talet). 
På 1500-talet växte en ny näring fram för bönderna i Nås, nämligen försäljning och forsling av ved till först Öster Silvbergs gruva, senare till Falu koppargruva under det för ändamålet grundade "Fahlu Vedkompagni".
Från slutet av 1500-talet påverkades Nås också av en statligt styrd invandring av finnar till ödemarker, till det som denna socken kom att bli Nås finnmark i södra Nås socken.
Den ökande järnbruksnäringen och ökande befolkningen medförde att Säfsnäs socken bröts ut 1798.
1795 byggdes en ny kyrka på ungefär samma plats som den tidigare, från vilken en del inventarier bevarades.
I Lindesnäs, tidigare kallat Sunnanbäck, hade en spiksmedja anlagts under mitten av 1700-talet. Härur utvecklade sig med tiden ett av landets största järnbruk, Lindesnäs Bruk. Under cirka 130 år bedrevs här järnbruk i olika former, innan det hela flyttades till Storhyttan i Stora Tuna, vilket sedermera blev Domnarvets Jernverk i Borlänge. 
Under Lindesnäs Bruks glansdagar bodde drygt 3 300 invånare i Nås socken. Bruket krävde träkol, varför kolning blev en viktig syssla för många. Ur detta utvecklade sig skogsbruket, som sysselsatte åtskilliga skogsarbetare ända fram till 1980-talet. 
Även jordbruket var omfattande och sysselsatte hundratals människor. Enbart Bergslaget hade fyra stora jordbruk i Nås. De var Borgs gård, Svedens gård, Änge gård och Lindesnäs. Även dessa avvecklades under 1960- och 1970-talen och såldes till andra intressenter.

### Administrativ historik
Nås socken har medeltida ursprung och benämndes Yttre Gäldet. Yttre Gäldet innefattade, förutom Nås, även Järna, Floda och Äppelbo, vilka under 1600- och 1700-talen blev egna, självständiga socknar.  Ur socknen utbröts 1798 Säfsnäs socken efter att ha varit kapellag från 1748 och innan dess benämnts Nås Södra Finnmark från att ännu tidigare ha varit Nås Södra Kronoallmänning och Nås Södra Allmänning.
Vid kommunreformen 1862 övergick socknens ansvar för de kyrkliga frågorna till Nås församling och för de borgerliga frågorna till Nås landskommun. Landskommunen uppgick 1971 i Vansbro kommun. Församlingen uppgick 2010 i Järna med Nås och Äppelbo församling.
1 januari 2016 inrättades distriktet Nås, med samma omfattning som församlingen hade 1999/2000.
Socknen har tillhört fögderier, tingslag och domsagor enligt vad som beskrivs i artikeln Dalarna. De indelta soldaterna tillhörde Dalaregementet, Vesterdals Kompani.

## Geografi
Nås socken ligger vid Västerdalälven söder om Siljan. Socknen har odlingsbygd vid älvdalen och är däromkring en sjörik kuperad skogsbygd med höjder som i Knästen når 550 meter över havet.
I socknen bedrivs jordbruk, där potatis och kött är de viktigaste produkterna. Även spannmålsodling är vanligt, liksom vallodling. Några mindre företag i olika branscher finns också. Kommunen är den största enskilda arbetsgivaren. I övrigt har man sina arbetsplatser utanför socknen, främst i Vansbro, men även på andra kringliggande orter.

## Namnet
Namnet (1479 Naas) är ett bygdenamn taget från det näsliknande landområde som bildas av älvens stora krökning.

## Befolkningsutveckling
Folkmängden i Järna med Nås och Äppelbo församling var 6 805 år 2010.
| Befolkningsutvecklingen i Nås socken 1810–2020 | Befolkningsutvecklingen i Nås socken 1810–2020 | Befolkningsutvecklingen i Nås socken 1810–2020 | Befolkningsutvecklingen i Nås socken 1810–2020 | Befolkningsutvecklingen i Nås socken 1810–2020 |
| --- | ---------------------------------------------- | ---------------------------------------------- | ---------------------------------------------- | ---------------------------------------------- |
| |                                                |                                                |                                                |                                                |
| År |                                                |                                                | Folkmängd                                      |                                                |
| 1810 | 1810                                           |                                                | 1 629                                          |                                                |
| 1820 | 1820                                           |                                                | 1 881                                          |                                                |
| 1830 | 1830                                           |                                                | 2 197                                          |                                                |
| 1840 | 1840                                           |                                                | 2 418                                          |                                                |
| 1850 | 1850                                           |                                                | 2 641                                          |                                                |
| 1860 | 1860                                           |                                                | 2 828                                          |                                                |
| 1870 | 1870                                           |                                                | 3 085                                          |                                                |
| 1880 | 1880                                           |                                                | 3 185                                          |                                                |
| 1890 | 1890                                           |                                                | 3 194                                          |                                                |
| 1900 | 1900                                           |                                                | 2 843                                          |                                                |
| 1910 | 1910                                           |                                                | 2 628                                          |                                                |
| 1920 | 1920                                           |                                                | 2 616                                          |                                                |
| 1930 | 1930                                           |                                                | 2 383                                          |                                                |
| 1940 | 1940                                           |                                                | 2 173                                          |                                                |
| 1950 | 1950                                           |                                                | 2 021                                          |                                                |
| 1960 | 1960                                           |                                                | 1 852                                          |                                                |
| 1970 | 1970                                           |                                                | 1 373                                          |                                                |
| 1980 | 1980                                           |                                                | 1 194                                          |                                                |
| 1990 | 1990                                           |                                                | 1 110                                          |                                                |
| 2020 | 2020                                           |                                                | 891                                            |                                                |
| Anm: Källor: Tabellverkets arkiv, Demografiska databasen, CEDAR, Umeå universitet, Folkmängden per distrikt, landskap, landsdel eller riket efter kön. År 2015 - 2022. |                                                |                                                |                                                |                                                |